# Élections législatives srilankaises de 1989
Les élections législatives srilankaises de 1989 sont les premières depuis 1977, car les élections prévues en 1983 ont été annulées par le référendum de 1982.
Depuis la précédente élection, une nouvelle constitution a été établi en 1978, qui donne au président Jayawardene les pouvoirs exécutifs.
Pendant ces 12 années, plusieurs massacres de tamouls ont eu lieu, dont les fameux événements du Juillet noir le 22 juillet 1983, qui ont fait éclaté la Guerre civile du Sri Lanka.

## Système électoral
Les élections législatives ont lieu tous les six ans pour élire les 225 membres du Parlement. Le pays est divisé en 22 districts électoraux, et chaque district se voit attribuer un nombre spécifique de sièges en fonction de sa population, avec 196 sièges. Lors de l'élection, les partis se disputant dans un district donné se voient attribuer un certain nombre de sièges en fonction du nombre de votes obtenus. Les 29 sièges restants sont répartis entre les partis politiques sur la base du pourcentage au vote national reçu par chaque parti.
Comme le Sri Lanka était une ancienne colonie britannique, et un ancien dominion du Commonwealth, le pays pratique le système de Westminster, couplé avec du bipartisme. Il y a donc un parti politique vainqueur, dont le chef deviendra le nouveau Premier ministre, et un chef de l'opposition. Comme il est impossible pour un simple parti politique d'obtenir la majorité parlementaire, le pays fonctionne avec des alliances de partis. 
Ces alliances changent régulièrement à chaque élection, mais ce sont les 2 même partis politiques cingalais qui se partagent le pouvoir depuis 30 ans :
- La gauche socialiste représentée par l'United People's Freedom Alliance, dont l'ancien nom était la People's Alliance.
- La droite conservatrice représentée par l'United National Front for Good Governance, dont les anciens noms étaient l'United National Front, et l'United National Party.

## Résultats
Résumé du résultats des élections législatives de 1989
| Alliances et parties  | Alliances et parties | Votes     | %       | Chaises  | Chaises  | Chaises |
| Alliances et parties  | Alliances et parties | Votes     | %       | District | National | Total   |
| --------------------- | --- | --------- | ------- | -------- | -------- | ------- |
|                       | United National Party - Ceylon Workers' Congress - United National Party | 2,838,005 | 50.71%  | 110      | 15       | 125     |
|                       | Sri Lanka Freedom Party | 1,785,369 | 31.90%  | 58       | 9        | 67      |
|                       | Eelam Revolutionary Organisation of Students | 229,877   | 4.11%   | 12       | 1        | 13      |
|                       | Tamil United Liberation Front - Eelam National Democratic Liberation Front - Eelam People's Revolutionary Liberation Front - Tamil Eelam Liberation Organization - Tamil United Liberation Front | 188,594   | 3.37%   | 9        | 1        | 10      |
|                       | Sri Lanka Muslim Congress | 202,016   | 3.61%   | 3        | 1        | 4       |
|                       | United Socialist Alliance - Parti communiste du Sri Lanka - Lanka Sama Samaja Party - Nava Sama Samaja Party - Sri Lanka Mahajana Pakshaya                                                       | 160,271   | 2.86%   | 2        | 1        | 3       |
|                       | Mahajana Eksath Peramuna | 91,128    | 1.63%   | 2        | 1        | 3       |
|                       | United Lanka People's Party | 67,723    | 1.21%   | 0        | 0        | 0       |
|                       | Democratic People's Liberation Front - People's Liberation Organisation of Tamil Eelam | 18,502    | 0.33%   | 0        | 0        | 0       |
|                       | All Ceylon Tamil Congress | 7,610     | 0.14%   | 0        | 0        | 0       |
|                       | Indépendants | 7,373     | 0.13%   | 0        | 0        | 0       |
| Votes valides         | Votes valides | 5,596,468 | 100.00% | 196      | 29       | 225     |
| Votes rejetés         | Votes rejetés | 365,563   |         |          |          |         |
| Votes                 | Votes | 5,962,031 |         |          |          |         |
| Électeurs enregistrés | Électeurs enregistrés | 9,374,164 |         |          |          |         |
| Participation         | Participation | 63.60%    |         |          |          |         |